# Lindner Family Tennis Center
Il Lindner Family Tennis Center è un complesso sportivo situato a Mason, a ventidue miglia a nord di Cincinnati. È composto da quattro campi permanenti: il campo Centrale, costruito nel 1981 e disponente di 11.435 posti, il campo 2 (chiamato anche Grandstand), costruito nel 1995 e disponente di 5.000 posti, il campo 3 (costruito nel 1997 e disponente di 4.000 posti) e il campo 9 (disponente di 2.000 posti).
Il complesso ospita ogni anno il Cincinnati Masters, torneo di tennis dell'ATP World Tour facente parte della categoria Masters 1000.

Il nome del complesso rende omaggio a Carl Lindner, Jr, ex finanziere di Cincinnati e sponsor del torneo.

## Altri eventi
Il complesso ospita anche i campionati di tennis Atlantic 10 Conference e gli Athletic Conference Ohio ed eventi speciali come concerti ed eventi di raccolta fondi, oltre a numerosi tornei nazionali e regionali di tennis.